# Archidiocèse de Przemyśl
L'archidiocèse de Przemyśl (en latin : Archidioecesis Premisliensis Latinorum, en polonais : Archidiecezja przemyska) est l'un des 14 archevêchés de Pologne. Archidiocèse latin, il est le siège métropolitain de la province ecclésiastique basée à Przemyśl. Depuis 2016, son archevêque est Adam Szal.

## Territoire
L'archidiocèse comprend la partie sud-est de la voïvodie des Basses-Carpates.

Carte des archidiocèses et diocèses polonais

Le siège archiépiscopal est à Przemyśl, où se trouve la cathédrale de l'Assomption. Le diocèse comprend également l'église Sainte-Thérèse-de-l'Enfant-Jésus du monastère des Carmes déchaussés de Przemyśl, ancienne cathédrale de l'éparchie gréco-catholique de la ville. Il y a aussi 7 basiliques mineures : celle du Saint-Esprit à Przeworsk, la basilique Sainte-Marie-des-Douleurs à Jarosław, la basilique de la Transfiguration-du-Seigneur à Brzozów, celle de la Sainte-Trinité à Krosno, la basilique de l'Assomption-de-la-Vierge-Marie à Stara Wieś, la basilique de l'Invention-de-la-Sainte-Croix à Kalwaria Pacławska, dans la municipalité de Fredropol, et celle de l'Annonciation-de-la-Vierge-Marie à Leżajsk.
Le territoire est divisé en 41 doyennés et 391 paroisses.

## Histoire
- 13 avril 1375 : création du diocède de Przemyśl[2]
- 25 mars 1992 : élévation au rang d'archidiocèse[2]

## Archevêque
Adam Szal est l'actuel archevêque de Przemyśl.

## Diocèses suffragants
- Diocèse de Rzeszów
- Diocèse de Zamość-Lubaczów